# Ludwig Gottfried Madihn
Ludwig Gottfried Madihn (ur. 12 stycznia 1748 r. w Wolfenbüttel, zm. 6 marca 1834 r.we Wrocławiu) – niemiecki prawnik, adwokat; wykładowca i nauczyciel akademicki, związany z uniwersytetami w Halle, Frankfurcie nad Odrą i we Wrocławiu.

## Życiorys
Urodził się w 1748 roku w Wolfenbüttel w rodzinie wielodzietnej. Studiował prawo, uzyskując tytuł magistra, a następnie doktora na Uniwersytecie w Halle. Wykładał od 1773 roku jako profesor nadzwyczajny we frankfurckiej Viadrinie. W tym czasie zajmował się pisaniem skryptów i kompendiów, które poświęcone były różnym gałęzią prawa. W 1811 roku wraz z przeniesieniem uczelni do Wrocławia i połączeniem jej z miejscową jezuicką Akademią Leopoldyńską w Królewski Uniwersytet Wrocławski przeprowadził się do Wrocławia, gdzie brał udział w organizowaniu nowego uniwersytetu. W latach 1817–1818 pełnił funkcję jego rektora.
Za swoją działalność naukową i organizatorską został w 1822 roku odznaczony pruskim Orderem Orła Czarnego 3 klasy. W tym samym roku został sparaliżowany na skutek udaru mózgu. W związku z czym przeszedł na emeryturę. Zmarł w 1834 roku we Wrocławiu.